# François Schuiten
François Schuiten es un historietista, dibujante y escenógrafo belga, nacido en Bruselas en 1956.
Su trabajo más conocido es la serie Las ciudades oscuras (Les Cités obscures en francés) junto con el guionista Benoît Peeters, que se desarrolla en un mundo imaginario en el que se mezcla el surrealismo metafísico Borgesiano con la literatura de Julio Verne, destacando los detallados diseños arquitectónicos de Schuiten para las distintas Ciudades oscuras. La serie comenzó en 1983 con Les murailles de Samaris (Las murallas de Samaris) y continúa a día de hoy, habiéndose publicado una docena de álbumes de historietas y otros tantos productos relacionados, desde libros ilustrados a falsos documentales en DVD.